# VSDC Free Video Editor
VSDC Free Video Editor es una aplicación de edición no lineal (NLE) desarrollada por Flash-Integro LLC. El programa es capaz de procesar imágenes de alta resolución, incluidos videos 4K UHD, 3D y VR de 360 grados. VSDC permite aplicar efectos de postproducción, corrección de color en vivo y captura de movimiento. Soporta plugins VirtualDub, así como con la capacidad de capturar video desde la pantalla, grabar voz, guardar archivos multimedia en numerosos formatos, incluidos aquellos preconfigurados para publicar en Facebook, Vimeo, YouTube, Instagram, y Twitter.

## Información general
VSDC se ejecuta en Windows 2000/XP/Vista/7/8/10/11. El editor soporta archivos de video, audio e imagen grabados en teléfonos inteligentes, cámaras de acción, cámaras profesionales, drones y se puede usar para todas las tareas comunes de edición de video necesarias para producir videos de alta definición con calidad de transmisión. [5]
Procesamiento de video

## Funciones básicas de edición de video

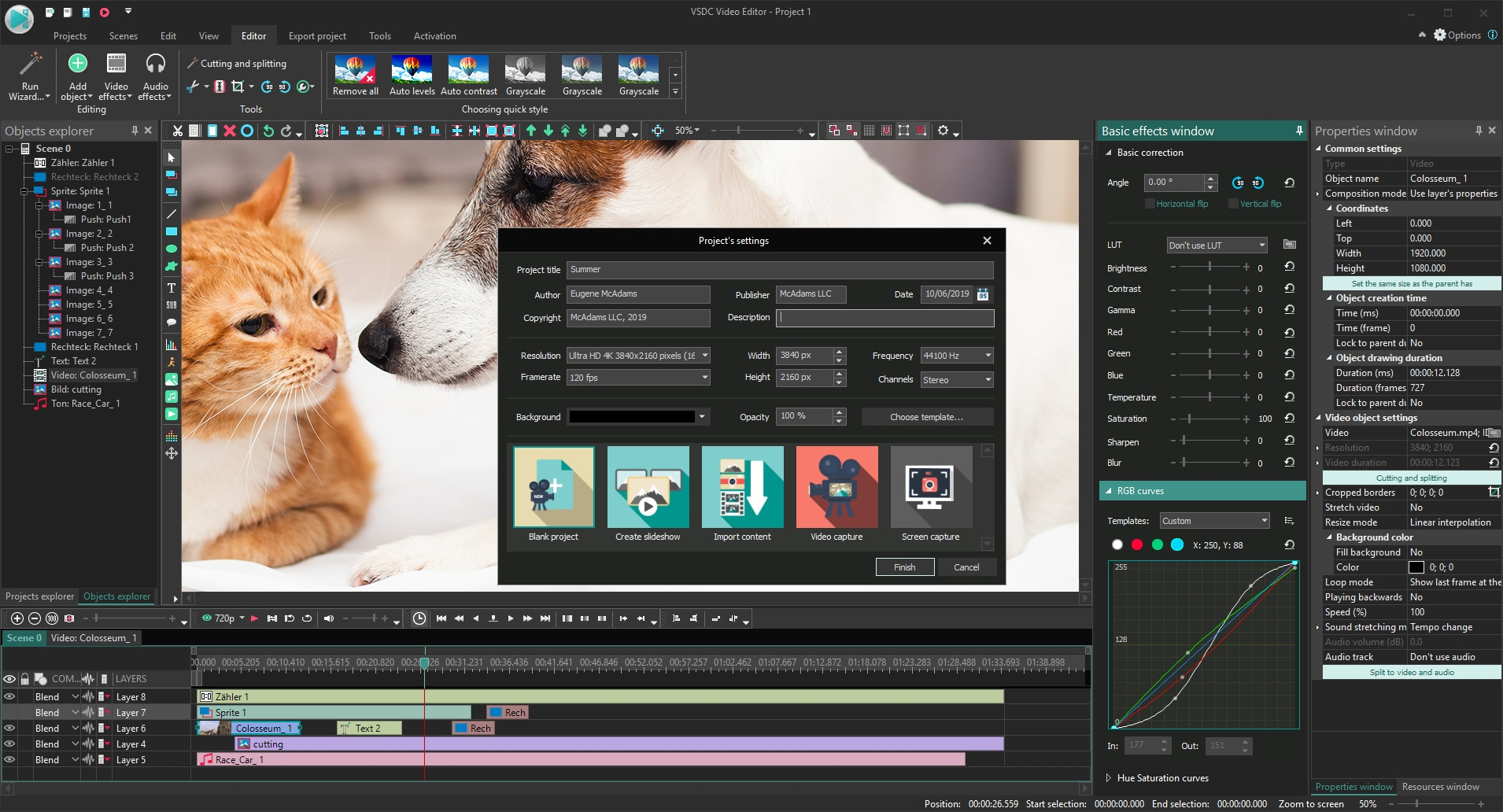
Interfaz de configuración del proyecto VSDC: campos para información básica del proyecto de video

- Cortar, dividir en partes, unir, recortar, rotar, voltear, invertir la reproducción, cambiar el volumen
- Cambiar tamaño, ajustes de calidad y resolución
- Estabilización de vídeo
- Cambio de velocidad, incluidos 2 modos de reencuadre para un efecto de cámara lenta perfecto
- Inserción de texto y subtítulos
- Efectos de texto: cambio de color, cambio de posición, Glyph FX
- Asistente de presentación de diapositivas que ofrece más de 70 efectos de transición
- Instantáneas
- El filtro DeLogo oculta automáticamente elementos no deseados en un video con una máscara borrosa o pixelada
- Conversión de video de 360 grados a video 2D
- Conversión de video 3D a video 2D
- Filtros rápidos similares a los de Instagram
- Modos de máscara de pintura para ayudar a reparar partes corruptas de una imagen o un video.
- Editor de texto completo para títulos y efectos relacionados con el texto.
- Embedded video converter supporting more than 20 formats
- Grabador de pantalla incorporado
- Grabador de voz incorporado

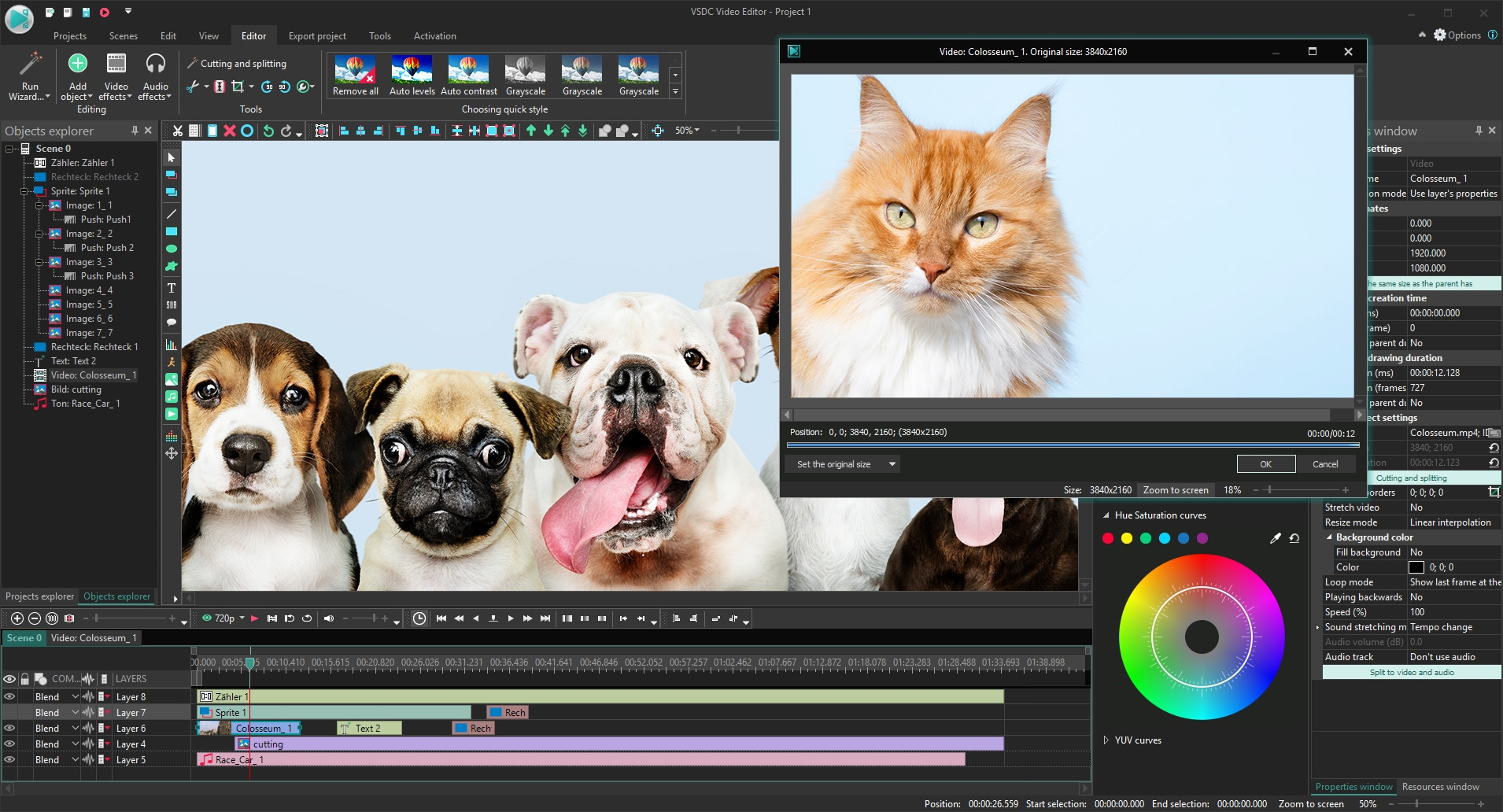
Recorte de video
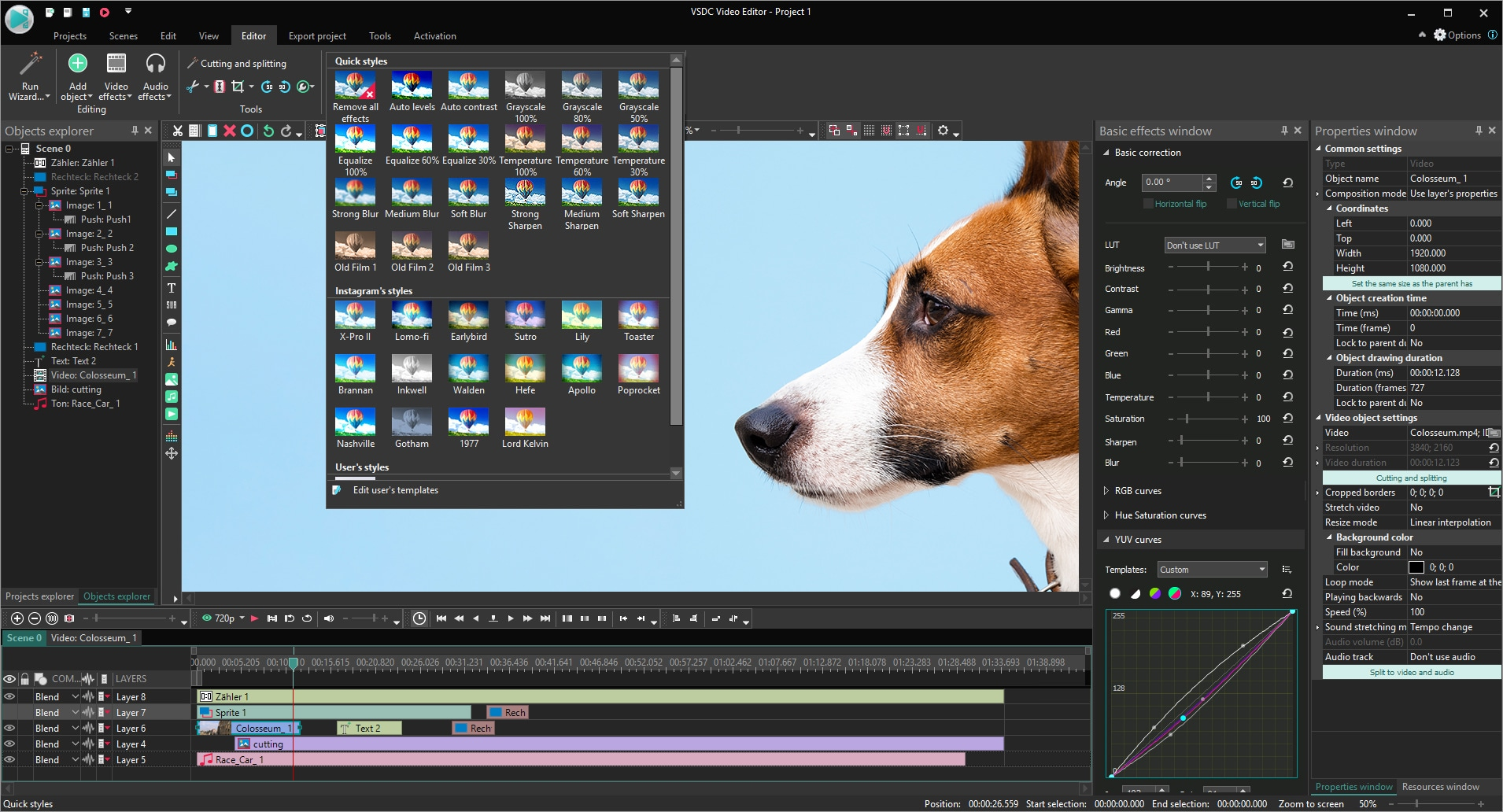
Estilos rápidos
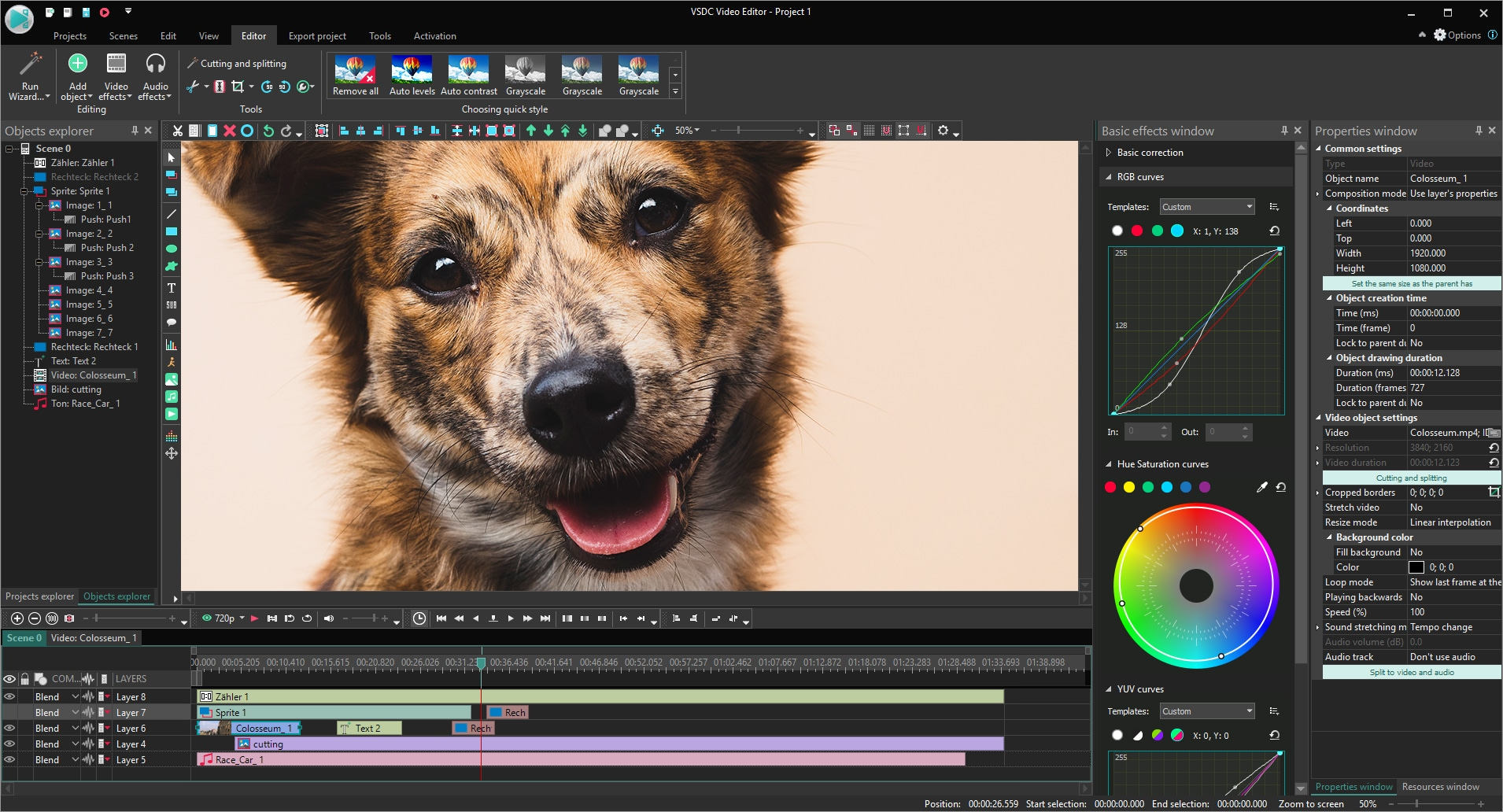
Corrección de color
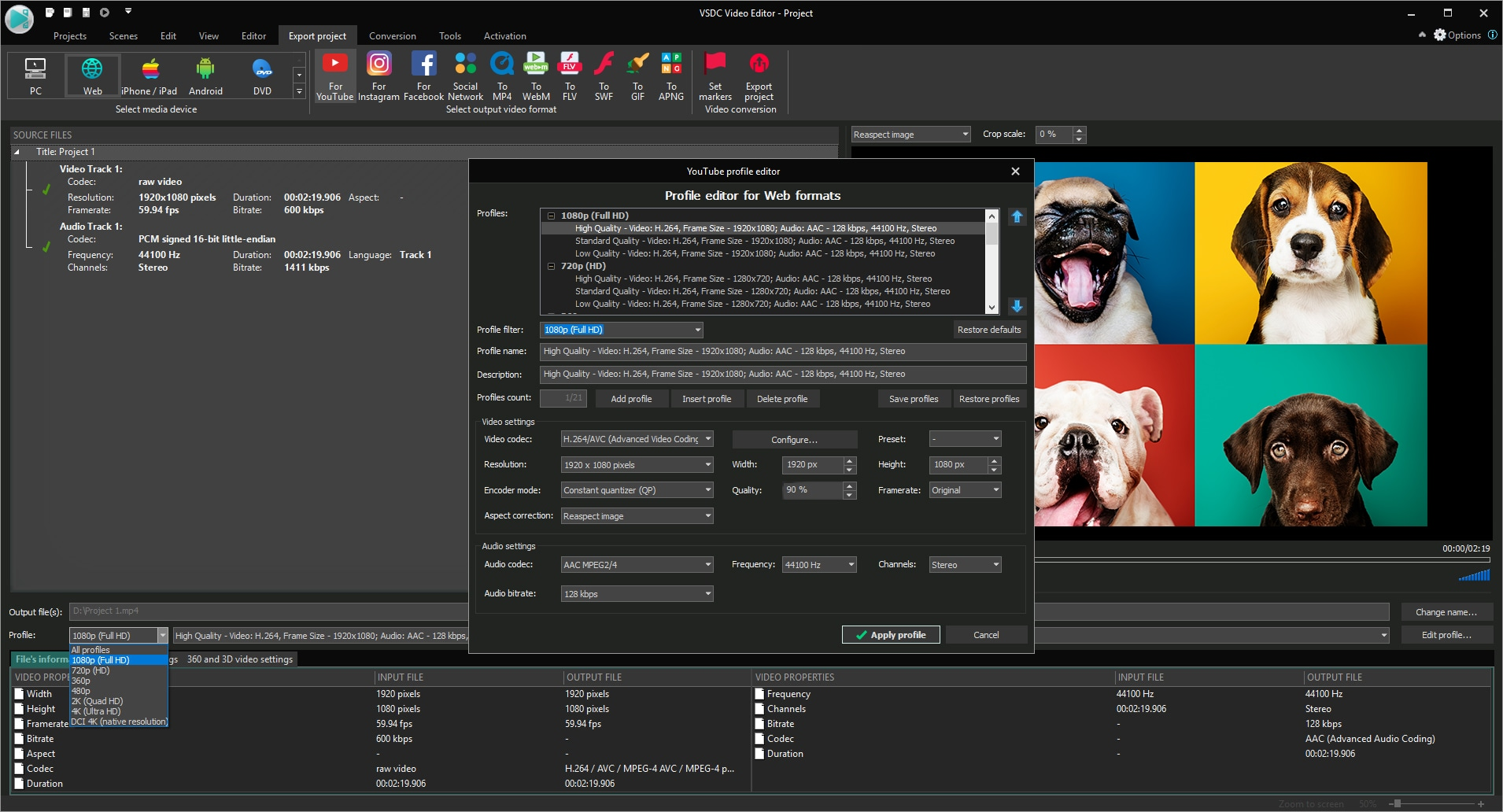
Exportar perfiles

## Postproducción avanzada

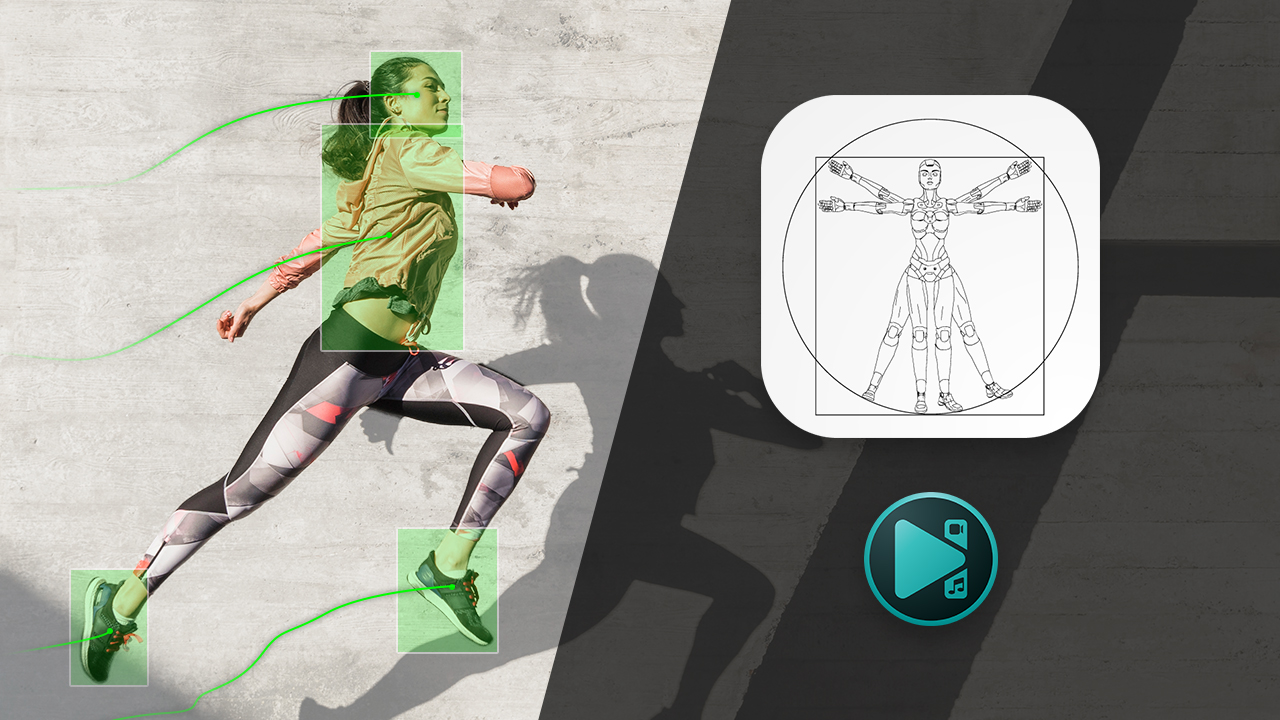
Rastreo de movimiento

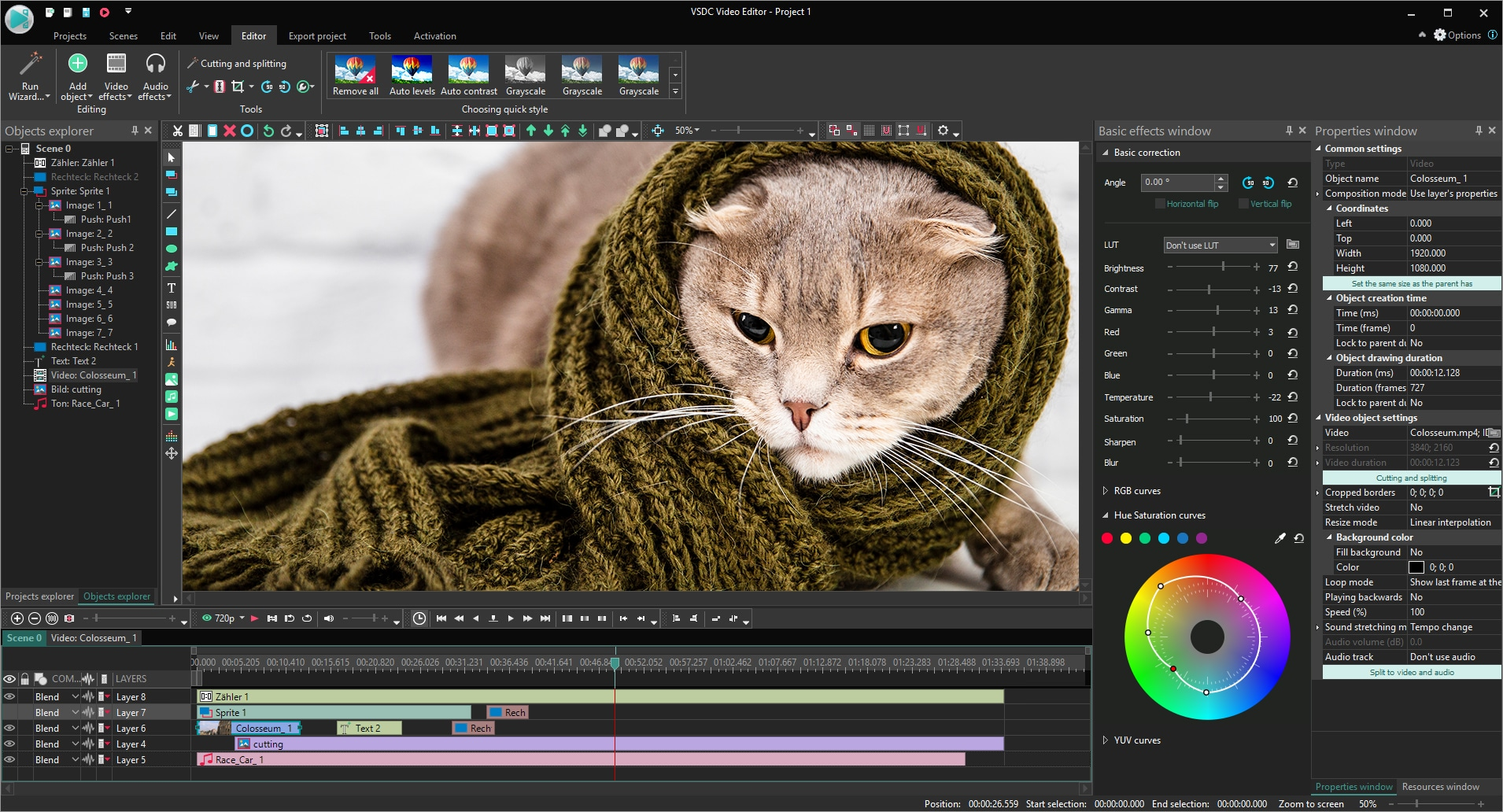
Corrección de color VSDC: configuración de la curva de tono y saturación

Captura de movimiento — el software permite realizar la captura del movimiento de cualquier elemento de un vídeo y adjuntar un título, un icono, una imagen o una máscara a la trayectoria resultante. Con esta función, los usuarios pueden aplicar una máscara de censura a un objeto en movimiento y hacer que un título siga al objeto al que está adjunto.
Corrección de color
Además de las herramientas estándar de ajuste automático de contraste, brillo y temperatura, VSDC[7] ofrece soluciones de corrección de color:
- Editor LUT que permite a los usuarios aplicar LUT integrados y de los terceros dentro de VSDC, así como crear LUTs personalizados únicos y exportarlos para uso futuro en los editores de terceros.
- Curva RGB que modifica el aspecto de todo el video o imagen por color seleccionado (rojo, verde, azul o blanco).
- Curvas de saturación de tono que definen la región de color por seis colores y permiten modificar el aspecto de un video o una imagen en función del color seleccionado.
- Herramienta Gradiente que permite crear una combinación gradual entre varios colores

- Más de 20 ajustes de color estándar

Herramienta de máscara – permite aplicar uno o varios filtros a una determinada parte de un video o una imagen.
Más de 30 modos de fusión
Reasignación de movimiento y tiempo – los objetos en la escena pueden moverse siguiendo una trayectoria elegida con la velocidad establecida por fotogramas clave
Animación – ilusión de movimiento y cambio de cualquier objeto estático en la escena mediante la visualización rápida de una secuencia de estos objetos.
Chroma Key – 3 modos para quitar cualquier color del video (generalmente se usa para reemplazar el fondo verde): HSL, YUV y "Por máscara Chroma Key"

## Efectos de video
- 15 filtros que incluyen desentrelazado, pixelizar, delogo y desenfoque
- 8 efectos de transformación que incluyen zum, espejo, distorsionar y remuestrear
- Efectos OpenGL: Destello de lente, Bokeh glare y gotas de lluvia
- Un conjunto de efectos de transición, incluido el ajuste de transparencia (quemadura de papel, Transformación de flujo, Vidrio roto, Cambio de página y más)
- Edición de animación de curva Bezier
- Efectos de TV dinámicos (TV viejo, TV rota, TV con ruido)
- Soporte de plugins VirtualDub
- Generador de arte AI - la función que permite producir interpretaciones artísticas de imágenes y videos
- Decorar cara - la herramienta impulsada por IA que permite colocar una máscara estilizada con captura de movimiento en la cara de una persona en el video. Gráficos y diagramas -  gráficos 3D que incluyen circular, radar, barra, spline, línea escalonada, área de spline, embudo, pirámide, etc. para una visualización optimizada de cualquier dato complejo
- Edición de video en 360 grados y 3D

## Procesamiento de audio
VSDC permite dividir un video en capas de audio y video y editarlas como elementos separados: como formas de onda y pistas de video.
Herramientas y efectos de edición de audio:
- La herramienta Espectro de audio anima una forma de onda al ritmo de la música o cualquier otro sonido.
- La función Voice over integrada permite grabar voz y añadirla al metraje.
- Los efectos de amplitud de audio (normalización, aparición y desaparición gradual, amplificación) ayudan a corregir una banda sonora imperfecta.
- Los efectos Retraso, Estiramiento de tiempo y Inverso se adaptan para dar a las pistas de audio un sonido relevante: como si las cantara un coro, se extendieran en el tiempo o se reprodujeran al revés.
- Herramientas DeNoise (filtro mediano y puerta de audio) para la reducción de ruido de audio.
- Trabajo simultáneo con varias pistas de audio
- Editar al ritmo - una herramienta para la sincronización automática de efectos de video y el ritmo de la música

## Formatos y códecs
| Formatos de importación | Formatos de importación                                                                              | Formatos de importación                 |
| --- | --- | --------------------------------------- |
| Video | Audio                                                                                                | Imagen                                  |
| WebM, AVI, QuickTime (MP4/M4V, 3GP/2G2, QuickTime File Format), HDVideo/AVCHD (MTS, M2TS, TS, MOD, TOD), Windows Media (WMV, ASF, DVR-MS), DVD/VOB, VCD/SVCD, MPEG/MPEG-1/DAT, Matroska (.mkv), RealMedia (RM, RMVB), Flash Video (SWF, FLV), DV, AMV, MTV, NUT, H.264/MPEG-4, MJPEG, H.265/HEVC, SVG, WebP, GIF | MP3/MP2, WMA, M4A, AAC, FLAC, Ogg, RealAudio, VOC, WAV, AC3, AIFF, MPA, AU, Monkey's Audio, CUE, CDA | BMP, JPEG, PNG, PSD, GIF, ICO, CUR, SVG |

| Formatos para exportar                                                        | Formatos para exportar                                                              | Formatos para exportar | Formatos para exportar | Formatos para exportar | Formatos para exportar | Formatos para exportar | Formatos para exportar |
| ----------------------------------------------------------------------------- | ----------------------------------------------------------------------------------- | ---------------------- | ---------------------- | ---------------------- | ---------------------- | ---------------------- | ---------------------- |
| PC                                                                            | Web                                                                                 | iPhone/iPad            | DVD                    | Mobile                 | PSP                    | Xbox                   | MP3/MP4                |
| AMV, MPG, QuickTime (.mov), WMV, Matroska (.mkv), RealMedia, SWF, Flash Video | YouTube, Instagram, Facebook, Twitter, Vimeo, MP4, WebM, FlashVideo, SWF, GIF, APNG | M4V                    | DVD, VCD, AVI, MPG     | 3GP, 3G2, MP4, RM      | PSP                    | WMV, AVI, MP4, DVD     | MP4, AMV, MTV          |

- Datos: Q16625750
- Multimedia: Flash-Integro VSDC Video Editor / Q16625750

Traducido de en:VSDC Free Video Editor, exactamente la versión https://en.wikipedia.org/w/index.php?title=VSDC_Free_Video_Editor&oldid=1089390221, bajo licencia GFDL y CC-BY-SA 3.0